# Parafia Matki Boskiej Bolesnej w Poznaniu
Parafia pw. Matki Boskiej Bolesnej w Poznaniu – parafia rzymskokatolicka znajdująca się w archidiecezji poznańskiej w dekanacie Poznań-Łazarz. Erygowana w 1913. Mieści się przy ulicy Głogowskiej 147.

## Historia parafii
Mieszkańcy przedmieścia Łazarz należeli do parafii św. Marcina w Poznaniu. W czerwcu 1900 roku ówczesny proboszcz tej parafii ks. prałat Jan Lewicki po uzyskaniu zezwoleń od władz pruskich rozpoczął budowę kościoła. Świątynia został ukończona  rok później, a konsekrował ją 15 września 1901 roku ks. biskup Edward Likowski. Świątynia na Łazarzu była kościołem filialnym parafii św. Marcina. Gdy zwiększyła się liczba mieszkańców tej dzielnicy dzięki staraniom ks. proboszcza Kazimierza Malińskiego w 1913 roku została erygowana odrębna parafia. 
W okresie międzywojennym wikariuszem w parafii był wybitny pedagog − ks. dr Czesław Piotrowski. W 1927 roku na zakupionej działce leżącej naprzeciw kościoła zbudował budynek męskiego Gimnazjum im. Adama Mickiewicza. Po czterech latach na sąsiedniej działce, którą kupiono od miasta ks. Piotrowski wybudował bardzo nowoczesny jak na tamte czasy gmach, w którym zaczęło funkcjonować istniejące już wcześniej Gimnazjum Żeńskie im. Juliusza Słowackiego. W czasie okupacji oba  budynki zajęli Niemcy, a po wojnie władze komunistyczne. Od 1 września 2015 roku w budynku dawnego Gimnazjum im. Adama Mickiewicza działa publiczna Katolicka Szkoła Podstawowa im. św. Stanisława Kostki. 
Podczas II wojny światowej kościół Matki Boskiej Bolesnej był zaledwie jedną z dwóch świątyń w Poznaniu otwartych dla polskich katolików. Drugim był kościół pw. Świętego Wojciecha. W okresie okupacji potajemnie w kościele śpiewał młody Stefan Stuligrosz.
WE 1942 roku ks. proboszcz Józef Gorgolewski zginął w obozie koncentracyjnym w Dachau, a administrator parafii wikariusz ks. Alfons Jankowski został zamęczony przez Niemców w 1943 roku w poznańskim Forcie VII.
Od stycznia 1943 roku aż do zakończenia działań wojennych plebania kościoła Matki Boskiej Bolesnej była miejscem internowania ks. biskupa Walentego Dymka, Zastępując nieobecnego w kraju ks. prymasa Augusta Hlonda, wysyłał on do Watykanu raporty dotyczące prześladowań Kościoła i Polaków i współpracował z Delegaturą Rządu Londyńskiego. Niemcy nakazali ks. biskupowi Dymkowi areszt domowy i zabronili mu sprawowania funkcji kapłańskich.
W 1929 roku z parafii wydzielono parafia Świętego Krzyża na Górczynie, a w 1948 roku z części terytorium (i z części parafii św. Michała Archanioła) parafię św. Anny. 
W latach 80. XX wieku parafia Matki Boskiej Bolesnej stała się centrum pomocy podziemnej „Solidarności”. Postawa proboszcza wobec komunistów skutkowała utrudnianiem przez nich wszelkich remontów i prac naprawczych przy kościele.
W roku 2004 przy parafii powstałb Archidiecezjalny Ośrodek Katechumenalny, zajmujący się katechezą ludzi dorosłych. 

## Proboszczowie
- ks. Kazimierz Maliński (1913–2027)[6]
- ks. Józef Gorgolewski (1928–1942)[1]
- ks. Alfons Jankowki (administrator 1942–1943)[1]
- ks. prałat Marian Frankiewicz (1943–1982)[1]
- ks. prałat Bolesław Exler (1982–2003)[1]
- ks. prałat Eugeniusz Antkowiak (2003 – )[1]